# کسر مسلسل
در ریاضیات، کسر مسلسل (به انگلیسی: Continued Fraction) عبارتی است که در فرایندی تکراری بدست می‌آید و نمایشی از یک عدد به صورت جمع جزء صحیح آن عدد و وارون عددی دیگر است؛ به گونه‌ای که آن عدد دیگر خود به صورت جمعی از یک عدد صحیح و معکوس عددی دیگر است و ... این فرآیند به همین ترتیب ممکن است تا بی نهایت ادامه یابد. در  کسر مسلسل متناهی، تکرار/بازگشت بعد از تعداد مراحل متناهی متوقف می شود (برعکس کسر مسلسل نامتناهی). در نتیجه کسر مسلسل نامتناهی، اصطلاحاً "عبارتی نامتناهی" است. در هر صورت، تمام اعداد صحیح درون دنباله اعداد بکار رفته در عبارت کسر مسلسل، به غیر از اولین عدد، باید مثبت باشند. اعداد صحیح {\displaystyle a_{i}} را ضرایب یا جملات کسر مسلسل گویند.
کسرهای مسلسل خواص قابل توجهی در ارتباط با الگوریتم اقلیدسی اعداد حقیقی دارند. از روی هر عدد گویا چون {\displaystyle {\frac {p}{q}}}، دو عبارت مرتبط با کسرهای مسلسل بدست می آید. این دو عبارت ضرایبی چون {\displaystyle a_{i}} دارند که با اعمال الگوریتم اقلیدسی بر روی {\displaystyle (p,q)} تعیین می گردند. مقدار عددی کسر مسلسل نامتناهی همیشه عددی گنگ است؛ این مقدار عددی به صورت حد دنباله اعداد صحیح حاصل از مقادیر بدست آمده از کسرهای مسلسل متناهی آن، تعریف می گردد. هر کدام از این کسرهای مسلسل متناهی (که از روی کسر مسلسل نامتناهی مورد نظر بدست می آیند)، با استفاده از پیشوندهای متناهی از کسر مسلسل نامتناهی مورد نظر تعریف می شوند. به علاوه، هر عدد گنگ چون {\displaystyle \alpha }، برابر با یک کسر مسلسل نامتناهی منحصر به فردی است که ضرایبش را می توان با استفاده از اعمال نسخه پایان-ناپذیری از الگوریتم اقلیدسی بر روی مقادیر مقایسه ناپذیر (یعنی هیچ یک ضریب گویایی از دیگری نیست) {\displaystyle \alpha } و 1 بدست آورد. بیان اعداد حقیقی (چه گویا و چه گنگ) با این روش را نمایش کسر مسلسل می‌نامند.
عموماً، صورت تمام کسرهای به کار رفته در کسر مسلسل 1 فرض می‌شوند. اگر مقادیر و/یا توابع دلخواهی در صورت و مخرج یک یا چندتا از کسرها به کار گرفته شود، کسر مسلسل حاصر را کسر مسلسل تعمیم یافته خواهند نامید. هرگاه نیاز باشد تا بین این دو نوع کسر مسلسل تمایز ایجاد شود، به کسر مسلسل اول، کسر مسلسل ساده، منظم یا کانونی گفته می‌شود.
ممکن است اصطلاح کسر مسلسل در نمایش‌های توابع گویا که در نظریه تحلیلیشان ظهور پیدا می‌کنند نیز مورد استفاده قرار گیرد. برای این اصطلاح به مقاله تقریب پد و توابع گویای چبیشف رجوع کنید.

## انگیزش و نمادگذاری
به عنوان مثال، عدد گویای 415/93 را که تقریباً برابر ۴٫۴۶۲۴ است را در نظر بگیرید. به عنوان قدم اول در تقریب زدن این کسر، با جزء صحیح این عدد که ۴ است شروع می‌کنیم؛ 415/93 = 4 + 43/93. جزء کسری آن، وارون 93/43 است که حدود ۲٫۱۶۲۸ می‌باشد. با استفاده از جزء صحیح آن که ۲ است، تقریب دوم بدست آمده که تا بدین جای کار، کسل مسلسل ما بدین شکل در می‌آید: 4 + 1/2 اکنون برای بدست آوردن ادامه کسر مسلسل عدد مذکور، دوباره کسر باقیمانده یعنی 7/43 را معکوس کرده 43/7 که حدوداً برابر ۶٫۱۴۲۹ می‌شود. از ۶ به عنوان تخمین سوم استفاده کرده و تا بدین جا کسر مسلسل ما به صورت {\displaystyle 4+{\tfrac {1}{2+{\tfrac {1}{6}}}}} در می‌آید. در نهایت از آنجا که در مرحله قبل به 43/7 = 6 + 1/7 رسیدیم، معکوس بخش اعشاری آن ۷ بوده، از آنجا که ۷ عدد صحیح و روندی است در این مرحله ساخت کسر مسلسل برای عدد مورد نظر خاتمه یافته و کسر مسلسل {\displaystyle 4+{\tfrac {1}{2+{\tfrac {1}{6+{\frac {1}{7}}}}}}} برای 415/93 بدست می‌آید.
عبارت {\displaystyle 4+{\tfrac {1}{2+{\tfrac {1}{6+{\frac {1}{7}}}}}}} را نمایش کسر مسلسل 415/93 می‌نامند. این نمایش را می‌توان به صورت {\displaystyle {\tfrac {415}{93}}=[4;2,6,7]} به صورت مختصر نمایش داد (عادت بر این است که تنها اولین کاما به صورت سمیکولون ";" نوشته شود). در برخی از کتب درسی قدیمی، در نمایش تاپل (n+1) تایی مذکور از سمیکولون استفاده نکرده و تمامشان را به صورت کاما نمایش می‌دهند: {\displaystyle [4,2,6,7]}.

## مراجع
1. ↑  "Continued fraction – mathematics".
2. ↑  (Pettofrezzo و Byrkit 1970، ص. 150)
3. ↑  (Long 1972، ص. 173)
4. ↑  (Pettofrezzo و Byrkit 1970، ص. 152)